# Græse Bakkeby
Græse Bakkeby – miasto w Danii, w regionie Stołecznym, w gminie Frederikssund.